# Brassia rhizomatosa
Brassia rhizomatosa är en orkidéart som beskrevs av Leslie Andrew Garay och Galfrid Clement Keyworth Dunsterville. Brassia rhizomatosa ingår i släktet Brassia och familjen orkidéer. Inga underarter finns listade i Catalogue of Life.